# Masaharta
| R8 | U36 | D1 · Q3 · N35 | M17 | Y5 · N35 · N5 · Z1 | M23 | X1 · Z2 | R8 | F20 · A12 | Z3 | G36 · D21 | W24 · Z1 | M26 · O49 | M15 · O49 | G3 | Aa18 · O4 | D21 · Z1 · V13 |

| R8 | U36 | D1 · Q3 · N35 | M17 | Y5 · N35 · N5 · Z1 | M23 | X1 · Z2 | R8 | F20 · A12 | Z3 | G36 · D21 | W24 · Z1 | M26 · O49 | M15 · O49 | G3 | Aa18 · O4 | D21 · Z1 · V13 |

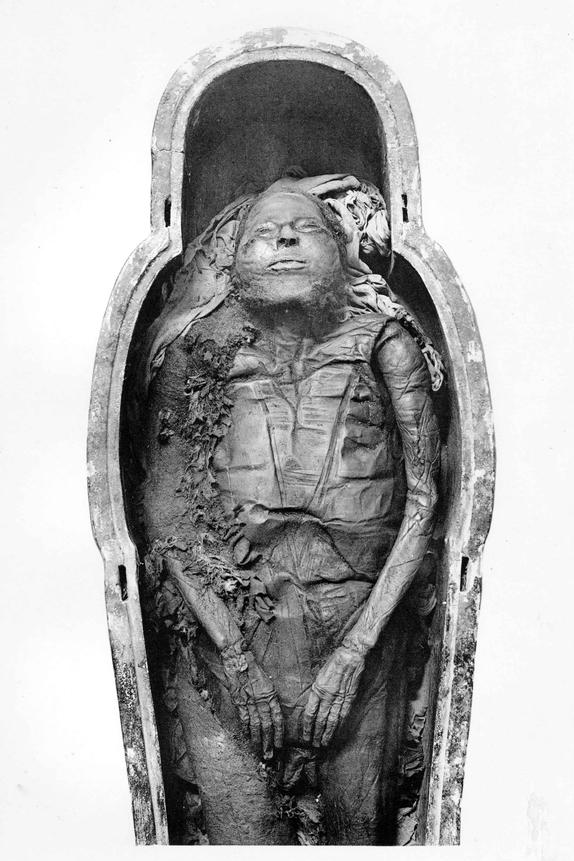
Mumia Masaharty, obecnie znajduje się w Luksorze

Masaharta lub Masaharti - Boski Ojciec Pierwszy Prorok Amona-Re, boski w królowaniu wielki wódz armii, należący do Górnego i Dolnego Egiptu Masaharta - wielki kapłan Amona. Syn Pinodżema I i Isetemachbit I. Małżonką jego została Tajuheret, ze związku z którą narodziła się ich córka Isetemachbit II. Godność wielkiego kapłana Amona w Tebach objął po koronacji swego ojca, który objął władzę jako król Górnego i Dolnego Egiptu. Odtąd Pinodżem I prawdopodobnie ograniczył swoją działalność jedynie do udziału i celebrowania wielkich świąt i uroczystości państwowych i religijnych, sprawując funkcję zwierzchnika i protektora. Masaharta znany jest z dokonania restauracji i ponownego pochówku m.in. mumii królowej Sitkamose i Amenhotepa I. Po jego śmierci w Tebach wybuchły gwałtowne zamieszki, dla położenia kresu których, Pinodżem I mianował na stanowisko wielkiego kapłana swego młodszego syna - Dżedchonsuiufancha.
Mumię Masaharty odnaleziono w skrytce DB-320 w Deir el-Bahari. Została odwinięta z bandaży 30 czerwca 1886 roku przez Gastona Maspero. Według jego opisu, zamieszczonego w "Catalogue General des Antiquites Egyptiennes du Museé du Caire" z roku 1912, Masaharta był mocno zbudowanym, tęgim mężczyzną. Cała mumia pokryta była cienką warstwą czerwonej ochry. W okolicach wąsów i brody widniały resztki siwego owłosienia. Włosy na głowie - również siwego koloru - sklejone były w znacznej części przez żywiczne substancje, użyte podczas mumifikacji. Policzki nadmiernie wypchane, sprawiały wrażenie nienaturalnie wydętych. Ręce arcykapłana umieszczono wzdłuż tułowia, zbliżając je do siebie w okolicy podbrzusza. Skóra sprawiała wrażenie miękkiej i delikatnej. Na klatce piersiowej widniały wzory odciśniętych naszyjników i pektorałów, skradzionych podczas rabunków w starożytności. Wszystkie palce rąk i nóg nosiły ślady podwiązywania paznokci podczas procesu mumifikacji. Na środkowym palcu prawej ręki znajdowała się złota tuleja, pokrywająca niemal cały palec.

W czasie jego rządów równocześnie władzę sprawowali:
- Pinodżem I - jako król Górnego i Dolnego Egiptu w Tebach.
- Smendes - jako król Górnego i Dolnego Egiptu w Tanis.